# Tito Aurelio Fulvio Antonino
Tito Aurelio Fulvio Antonino (latino: Titus Aurelius Fulvus Antoninus; Lanuvio, 31 agosto 161 – Roma, 165) era uno dei quattordici figli dell'imperatore romano Marco Aurelio, nonché fratello gemello del futuro imperatore Commodo.
La nascita di Fulvio Antonino e Commodo venne celebrata nelle monete. Al momento dell'ascesa di Marco Aurelio a imperatore, la moglie Faustina minore era incinta di tre mesi. Durante la gravidanza sognava di dare vita a due serpenti, uno più agguerrito rispetto agli altri. Il 31 agosto diede alla luce due gemelli a Lanuvio: Tito Aurelio Fulvio Antonino e Lucio Aurelio Commodo. A parte il fatto che i gemelli avevano lo stesso compleanno di Caligola, i presagi erano favorevoli, e gli astrologi trassero oroscopi positivi per i bambini. Le nascite furono celebrate sulla monetazione imperiale.
Antonino, però, morì a soli 4 anni ma vi sono tracce di iscrizioni a Tessalonica, in cui il bambino è definito come divinizzato dopo la morte.

## Ascendenza
|                              |                            |                          | Genitori                           |  |  | Nonni |  |  | Bisnonni                 |  |  | Trisnonni              |  |
|                              |                            |                          |                                    |  |  |       |  |  | Console Marco Annio Vero |  |  | Marco Annio Vero Minor |  |
|                              |                            |                          |                                    |  |  |       |  |  | Console Marco Annio Vero |  |  | Marco Annio Vero Minor |  |
|                              |                            | …                        |                                    |  |  |       |  |  | Console Marco Annio Vero |  |  |                        |  |
| Pretore Marco Annio Vero     |                            |                          |                                    |  |  |       |  |  | Console Marco Annio Vero |  |  |                        |  |
|                              |                            | Rupilia Faustina         | Lucio Scribonio Rupilio Frugi Bono |  |  |       |  |  |                          |  |  |                        |  |
|                              |                            | Rupilia Faustina         | Lucio Scribonio Rupilio Frugi Bono |  |  |       |  |  |                          |  |  |                        |  |
|                              |                            | Rupilia Faustina         | Salonina Matidia                   |  |  |       |  |  |                          |  |  |                        |  |
| Marco Aurelio                |                            | Rupilia Faustina         |                                    |  |  |       |  |  |                          |  |  |                        |  |
|                              |                            | Tullio Domizio Calvisio  | …                                  |  |  |       |  |  |                          |  |  |                        |  |
|                              |                            | Tullio Domizio Calvisio  | …                                  |  |  |       |  |  |                          |  |  |                        |  |
|                              |                            | Tullio Domizio Calvisio  | …                                  |  |  |       |  |  |                          |  |  |                        |  |
| Domizia Lucilla              |                            | Tullio Domizio Calvisio  |                                    |  |  |       |  |  |                          |  |  |                        |  |
|                              |                            | Domitia Lucilla Maggiore | …                                  |  |  |       |  |  |                          |  |  |                        |  |
|                              |                            | Domitia Lucilla Maggiore | …                                  |  |  |       |  |  |                          |  |  |                        |  |
|                              |                            | Domitia Lucilla Maggiore | …                                  |  |  |       |  |  |                          |  |  |                        |  |
| Tito Aurelio Fulvio Antonino |                            | Domitia Lucilla Maggiore |                                    |  |  |       |  |  |                          |  |  |                        |  |
|                              | Console Tito Aurelio Fulvo | …                        |                                    |  |  |       |  |  |                          |  |  |                        |  |
|                              | Console Tito Aurelio Fulvo | …                        |                                    |  |  |       |  |  |                          |  |  |                        |  |
|                              | Console Tito Aurelio Fulvo | …                        |                                    |  |  |       |  |  |                          |  |  |                        |  |
| Antonino Pio                 | Console Tito Aurelio Fulvo |                          |                                    |  |  |       |  |  |                          |  |  |                        |  |
|                              |                            | Arria Fadilla            | …                                  |  |  |       |  |  |                          |  |  |                        |  |
|                              |                            | Arria Fadilla            | …                                  |  |  |       |  |  |                          |  |  |                        |  |
|                              |                            | Arria Fadilla            | …                                  |  |  |       |  |  |                          |  |  |                        |  |
| Faustina Minore              |                            | Arria Fadilla            |                                    |  |  |       |  |  |                          |  |  |                        |  |
|                              |                            | Console Marco Annio Vero | Marco Annio Vero Minor             |  |  |       |  |  |                          |  |  |                        |  |
|                              |                            | Console Marco Annio Vero | Marco Annio Vero Minor             |  |  |       |  |  |                          |  |  |                        |  |
|                              |                            | Console Marco Annio Vero | …                                  |  |  |       |  |  |                          |  |  |                        |  |
| Faustina Maggiore            |                            | Console Marco Annio Vero |                                    |  |  |       |  |  |                          |  |  |                        |  |
|                              |                            | Rupilia Faustina         | Lucio Scribonio Rupilio Frugi Bono |  |  |       |  |  |                          |  |  |                        |  |
|                              |                            | Rupilia Faustina         | Lucio Scribonio Rupilio Frugi Bono |  |  |       |  |  |                          |  |  |                        |  |
|                              |                            | Rupilia Faustina         | Salonina Matidia                   |  |  |       |  |  |                          |  |  |                        |  |
|                              |                            | Rupilia Faustina         |                                    |  |  |       |  |  |                          |  |  |                        |  |